# Willi Conrad
Willi Conrad (* 12. April 1923 in Wittenberge; † 20. Dezember 2012 in Berlin) war Fußballspieler in der höchsten Spielklasse des DDR-Fußballs. In der DDR-Oberliga spielte er in Leipzig für die BSG Chemie und den SC Lokomotive.

## Sportkarriere
Conrad begann seine kurze Oberligakarriere in der Saison 1952/53 bei der Betriebssportgemeinschaft (BSG) Chemie Leipzig. Zu dieser Zeit war er bereits 29 Jahre alt und kam in der Mannschaft über den Status des Ersatzspielers nicht hinaus. In den neun Einsätzen seiner ersten Oberligaspielzeit wurde er hauptsächlich als Linksaußenstürmer eingesetzt. Auch als sein unmittelbarer Konkurrent Gerhard Helbig im Winter 1952 unter anderem mit zwei weiteren Stürmern vom Ligakonkurrenten Vorwärts Leipzig abgeworben wurden, konnte er die gebotene Chance nicht nutzen. Die Linksaußenposition übernahm der nur ein Jahr jüngere Helmut Koitzsch. Unter dem neuen Trainer Alfred Kunze erhielt Conrad zu Beginn der Saison 1953/54 eine neue Bewährungschance. In den ersten vier Punktspielen ließ ihn Kunze an Stelle des bisherigen Stammrechtsaußen stürmen, doch danach fiel Conrad wieder in den Ersatzstatus zurück. Von seinen 16 Einsätzen dieser Spielzeit absolvierte er nur acht Partien über die volle Spieldauer. Trotz seiner mäßigen Leistungen wurde Conrad im September 1954 wie die meisten seiner Mitspieler und Trainer Kunze vom neu gegründeten SC Lokomotive Leipzig übernommen. Bis zum 8. Spieltag der Saison 1954/55 wurde er noch viermal in der Oberligaelf eingesetzt, danach war seine Laufbahn als Oberligaspieler beendet. In drei Spielzeiten war er auf insgesamt 29 Punktspieleinsätze gekommen, in denen er fünf Tore erzielte. 1955 wechselte der nun 32-jährige Conrad zur BSG Rotation Südwest Leipzig in die drittklassige II. DDR-Liga.
Nach dem Ende seiner fußballerischen Karriere war Conrad Chefredakteur im Sportverlag Berlin.